# Mont Le Niol
Mont Le Niol ist ein Gipfel im Massiv des Morne Seychellois der Seychellen auf der Hauptinsel Mahé.

## Geographie
Der Berg liegt auf demselben Grat wie Morne Seychellois und Congo Rouge. Er ist zusammen mit seinem höheren, nördlichen Nachbarn Mount Simpson einer der nordwestlichsten Gipfel des Morne Seychellois-Massivs. Der Berg erreicht eine Höhe von 618 m. Er liegt zusammen mit dem Mount Simpson und der Montagne Jasmin im Gebiet von Bel Ombre im Westen von Mahé. Er ist von tropischem Regenwald bedeckt und liegt im Gebiet des Morne-Seychellois-Nationalparks.